# Paweł Czajkowski
Paweł Czajkowski, inna forma nazwiska: Czaykowski, (ur. ok. 1785 na Pomorzu, zm. 1839 r. w Krakowie) – polski poeta, tłumacz, dramatopisarz i historyk literatury, członek korespondent Towarzystwa Królewskiego Przyjaciół Nauk w Warszawie w 1829 roku.

## Życiorys
Urodził się na Pomorzu, około roku 1785. Pierwsze nauki pobierał w Chełmnie, a następnie studiował filozofię Berlinie (w międzyczasie odwiedzał też Francję). Powróciwszy do kraju, początkowo objął posadę nauczyciela języków w instytucie K. Wolskiego i w szkołach departamentowych warszawskich, a następnie był nauczycielem prywatnym w domach Załuskich i Trzebińskich. Przez 3 lata (1809-1812) pełnił funkcję urzędnika Komisji Żywnościowej i Dyrekcji Własności Narodowych. W roku 1812 pełnił funkcję profesora literatury w szkołach departamentowych toruńskich. Trzy lata później (4 kwietnia 1815 r.) objął stanowisko zastępcy profesora Uniwersytetu Krakowskiego i wykładał tam literaturę polską. Po kolejnych 7 miesiącach (11 lipca) otrzymał, po przedstawieniu rozprawy De antiqua Polonorum poësi, nominację profesorską (poprzedził ją jeszcze 2-dniowy egzamin konkursowy: 3-4 lipca 1815 r.). Pół roku później (14 lutego 1816 r.) otrzymał stopień doktora. W 1816 został uhonorowany godnością Doktora honoris causa Uniwersytetu Jagiellońskiego. Przez 9 kolejnych lat (lata akademickie: 1824/1825-1832/1833) był profesorem literatury polskiej i powszechnej, w międzyczasie (1824/1825-1828/1829) piastując funkcję dziekana.
Począwszy od roku 1833 podupadł na zdrowiu, czego konsekwencją było zakończenie pracy na Uniwersytecie (emerytowany od 1 października 1833 r.). Zmarł w roku 1839, w Krakowie, przed ukończeniem 55 roku życia. Jego synem był Antoni Czajkowski, także poeta.

## Twórczość

### Ważniejsze dzieła i utwory
1. Zygmunt August. Tragedia, powst. przed rokiem 1814, czytana w roku 1820 na posiedzeniu Towarzystwa Naukowego Krakowskiego
2. De antiqua Polonorum poësi et de spurio L. Annaei Senecae libello de quatuor virtutibus cardinalibus..., "Miscellaneorum Cracoviensum fasciculus" nr 2 (1815), s. 73-76
3. Oda na ustanowienie Towarzystwa Naukowego w Krakowie, czytana dnia 6 czerwca 1816 r., "Roczniki Towarzystwa Naukowego Krakowskiego" t. 1 (1817), s. 251-258
4. Majówka na Bielanach krakowskich, wygł. w roku 1816 na Uniwersytecie Krakowskim, czytana na posiedzeniu prywatnym Towarzystwa Naukowego Krakowskiego dnia 15 czerwca 1818 r., (Kraków 1818) i "Roczniki Towarzystwa Naukowego Krakowskiego" t. 4 (1819), s. 255-265
5. Żywot Jacka Przybylskiego, "Dodatek Nadzwyczajny" do "Gazety Krakowskiej" z 11 IX 1819 r.
6. Elegia obejmująca życie i zgon Tadeusza Kościuszki, z powodu złożenia zwłok jego do grobów królewskich d. 23 czerwca 1818 roku napisana przez..., "Roczniki Towarzystwa Naukowego Krakowskiego" t. 5 (1820), s. 332-344
7. Oda do wzniesionej mogiły dla Kościuszki, "Opis święta nar. założenia mogiły  T. Kościuszce", Warszawa 1820 (odb. z "Pszczółki Krakowskiej"); wyd. następne "Roczniki Towarzystwa Naukowego Krakowskiego" t. 6 (1821), s. 320-323; rękopis: Ossolineum sygn. 12979/I 4
8. Rozprawa o edukacji, "Roczniki Towarzystwa Naukowego Krakowskiego" t. 6 (1821), s. 29-73
9. Sala Jagiellońska. Poemat w 11 pieśniach, fragmenty ogł. "Pszczółka Krakowska" 1821, t. 3; "Roczniki Towarzystwa Naukowego Krakowskiego" t. 12 (1827), s. 281-305; "Pamiętniki Krakowskich Nauk i Sztuk Pięknych" 1830
10. Mowa przy pogrzebie Walentego Litwińskiego, byłego rektora Uniwersytetu Jagiellońskiego..., Kraków (1823) i "Roczniki Towarzystwa Naukowego Krakowskiego" t. 9 (1824), s. 263-284
11. Wiersz do Jaśnie Wielmożnego Józefa Nikorowicza prezesa Sądu Apelacyjnego... na cześć jubileuszu jego urzędowania w zawodzie usług publicznych, brak miejsca wydania (1824); druk anonimowy
12. Pochwała Jacka Idziego Przybylskiego..., "Roczniki Towarzystwa Naukowego Krakowskiego" t. 9 (1824), s. 151-214 i odb. Kraków (1824)
13. Pochwała życia i zasług obywatelskich śp. Stanisława Mieroszowskiego, ordynata mysłowskiego... czytana na posiedzeniu publicznym Towarzystwa Naukowego d. 15 lutego, "Roczniki Towarzystwa Naukowego Krakowskiego" t. 11 (1826), s. 125-167 i odb. Kraków 1826
14. Rozprawa wykazująca, że Śląsk był częścią Polski, tudzież iż niemiecka poezja winna jest wykrzesanie swoje geniuszowi we Wrocławiu panującego Piasta, "Roczniki Towarzystwa Naukowego Krakowskiego" t. 11 (1826), s. 307-335
15. Pochwała życia i talentów Michała Stachowicza, profesora malarstwa w Liceum Krakowskim, czytana na posiedzeniu publicznym Towarzystwa Naukowego w d. 11 czerwca 1827 roku przez..., "Roczniki Towarzystwa Naukowego Krakowskiego" t. 12 (1827), s. 238-280 i odb. brak miejsca wydania (1827)
16. O życiu i wymowie ś. Jana Chryzostoma, z uwagami tyczącymi się obyczajów i świata wieku IV,  "Pamiętniki Krakowskich Nauk i Sztuk Pięknych" 1830 nr 2
17. Pochwała życia i zasług Jerzego Chrystiana Arnolda dra medycyny, "Roczniki Towarzystwa Naukowego Krakowskiego" t. 14 (1831), s. 38-124, (w tekście fragm. poezji Arnolda w przekł. Czajkowskiego).

Ponadto rozprawy i wiersze Czajkowskiego ogłaszano w książkach i czasopismach: J.A. Barth: Pacis annis MDCCCXIV i MDCCCXV foederatus armis restituta..., Wrocław 1818; "Miscellanea Cracoviensia"; "Mrówka Poznańska"; "Pszczółka Krakowska" (tu m.in. Odpowiedź na uwagi nad moim tłum. Cycerona O powinnościach 1821 t. 2).
Fragmenty przemówienia Czajkowskiego wygł. 4 lipca 1815 na Uniwersytecie Krakowskim z rękopisu Archiwum Uniwersytetu Jagiellońskiego (Wydział Filozofii nr 44) ogł. K. Lewicki, "Dzieje Katedry Historii Literatury Polskiej w Uniwersytecie Jagiellońskim" (Kraków) 1966, s. 52-53.
Jego wiersze zachowały się ponadto w rękopisach Biblioteki PAN Kraków sygn. 1781 (Oda do konfederacji), sygn. 2053 (przekł. Dies irae).

### Przekłady
1. Évariste Desiré de Parny: Raj utracony, w 4 pieśniach, przełożony z dzieł pana... przez..., Wrocław 1809 (2 wydania).
2. J.Ch. Arnold: Rozprawy (1-4) o hojności królów i względach panów polskich dla rzeczy lekarskiej i lekarzów..., "Roczniki Towarzystwa Naukowego Krakowskiego" t. 7 (1811), s. 166-188 i odb.; t. 10 (1817), s. 330-351 i odb.; t. 13 (1820), s. 504-527 i odb.; t. 15 (1822), s. 135-163 i odb., (tłumacz nie został wymieniony na kartach druku.
3. Voltaire: Rzym oswobodzony, czyli Katylina. Trajedia... przełożona wierszem polskim przez..., powst. przed rokiem 1814, Kraków 1818
4. François-René de Chateaubriand: Atala, czyli miłość dwojga dzikich na pustyni. Przełożona z dzieł..., Kraków (1817); dedykowana Janu Pawłowi Woroniczowi.
5. Marek Tulliusz Cyceron: Mowa... za Archijaszem poetą; O powinnościach, "Pamiętnik Warszawski" t. 11 (1818); t. 19 (1821).
6. Jacques-Bénigne Bossuet: Mowa pogrzebowa na śmierć Henryki Anny królewnej angielskiej, księżniczki Orleanu, miana przez... dn. 21 sierpnia 1670, przełożona na język polski przez..., "Roczniki Towarzystwa Naukowego Krakowskiego" t. 10 (1825), s. 106-161 i odb. Kraków 1825.
7. E.D.D. Parny: Przemiany Wenery. Poema z greckiego naśladowane, Kraków 1828, (zobacz także Ważniejsze dzieła i utwory poz. 17).

### Prace edytorskie
1. Torquato Tasso: Goffred albo Jeruzalem wyzwolona... Przekładania Piotra Kochanowskiego, Wrocław, 1820, (z rozprawy Czajkowskiego: Uwagi na poezją polską, życiopismo Torquata, rozbiór i przekład Jerozolimy wyzwolonej).

### Listy i materiały
1. Korespondencja Czajkowskiego jako sekretarza Towarzystwa Naukowego Krakowskiego z roku 1816, odpisy w Bibliotece Jagiellońskiej sygn. 5638
2. Od Franciszka Rawity Gawrońskiego brulion listu z roku 1822, rękopis: Biblioteka PAN, Kraków, sygn. 2164, t. 4.
3. Ponadto inne materiały dotyczące Czajkowskiego znajdują się w rękopisach Biblioteki Jagiellońskiej sygn. 278 I 3753 poz. 10 oraz w Archiwum Uniwersytetu Jagiellońskiego.

## Opracowania nt. Czajkowskiego
1. Ludwik Osiński: (Raj utracony. Rec.), "Pamiętnik Warszawski" 1809 nr 6
2. Feliks Jan Bentkowski: Historia literatury polskiej, t. 1, Warszawa, 1814
3. W. Chyliczkowski: Uwagi nad tłumaczeniem Cycerona "O powinnościach" przez P. Czajkowskiego, "Pamiętnik Warszawski" 1821
4. Stanisław Wodzicki: Pamiętniki (powst. przed rokiem 1843), Kraków, 1888
5. K.W. Wójcicki: "Encyklopedia powszechna" Orgelbranda, t. 6 (1861)
6. Ambroży Grabowski: Wspomnienia (powst. przed rokiem 1868) t. 1-2, Kraków 1909, "Biblioteka Krakowska" nr 40-41
7. Piotr Chmielowski: "Wielka encyklopedia powszechna ilustrowana" t. 13 (1894)
8. J. Dobrzycki: Dzieje Almae Matris, Kraków 1925
9. Stanisław Małachowski-Łempicki: Wykaz polskich lóż wolnomularskich i ich członków w l. 1738-1821, Kraków 1929
10. Adam Bar: Polski słownik biograficzny t. 4 (1937)
11. K. Mrozowska: Historia Uniwersytetu Jagiellońskiego w l. 1795-1850 w zbiorze: Dzieje Uniwersytetu Jagiellońskiego w l. 1765-1850 t. 2, cz. 1, Kraków 1965 "Universitas Jagellonica" nr 21/2
12. K. Lewicki: Katedra Literatury Polskiej w Uniwersytecie Jagiellońskim w l. 1803-1848, "Dzieje Katedry Historii Literatury Polskiej w Uniwersytecie Jagiellońskim", (Kraków) 1966.